# François-Antoine Habeneck
François-Antoine Habeneck (ur. 22 stycznia 1781 w Mézières, zm. 8 lutego 1849 w Paryżu) – francuski skrzypek i dyrygent pochodzenia niemieckiego.

## Życiorys
Syn członka orkiestry wojskowej w Mannheimie, który uczył go gry na skrzypcach. Następnie uczył się w Konserwatorium Paryskim u Pierre’a Baillota, uzyskując w 1804 roku I nagrodę skrzypcową. W 1804 roku został członkiem orkiestry Opéra-Comique, rok później przeniósł się jednak do Opéra de Paris, w 1817 roku zostając jej pierwszym skrzypkiem. W latach 1806–1815 prowadził orkiestrę studencką Konserwatorium Paryskiego. W latach 1808–1816 i 1825–1848 był też wykładowcą tej uczelni. Od 1824 do 1831 roku wspólnie z Henrim Valentino, a w latach 1831–1846 samodzielnie, był kapelmistrzem Opéra de Paris. Do jego uczniów należeli Jean-Delphin Alard, Édouard Deldevez i Hubert Léonard. Był autorem pracy Méthode théoretique et practique de violon (wyd. Paryż 1835). Sporadycznie także komponował, napisał m.in. 2 koncerty skrzypcowe.
Jako dyrygent poprowadził premierowe wystawienia licznych oper, m.in. Wilhelma Tella Gioacchino Rossiniego, Roberta Diabła i Hugonotów Giacomo Meyerbeera, Benvenuto Celliniego Hectora Berlioza czy Żydówki Jacques’a Fromentala Halévy’ego. Był propagatorem muzyki Ludwiga van Beethovena, poprowadził pierwsze paryskie wykonania jego I, III, V i IX symfonii. Zgodnie z ówczesną praktyką dyrygował z pozycji pierwszego skrzypka, przy pomocy smyczka. W 1828 roku założył i przez dwie dekady prowadził orkiestrę Sociéte des Concerts du Conservatoire. Swoją działalnością wydatnie przyczynił się do podniesienia poziomu gry orkiestrowej.